# Sint-Mattheuskerk (Flémalle-Haute)

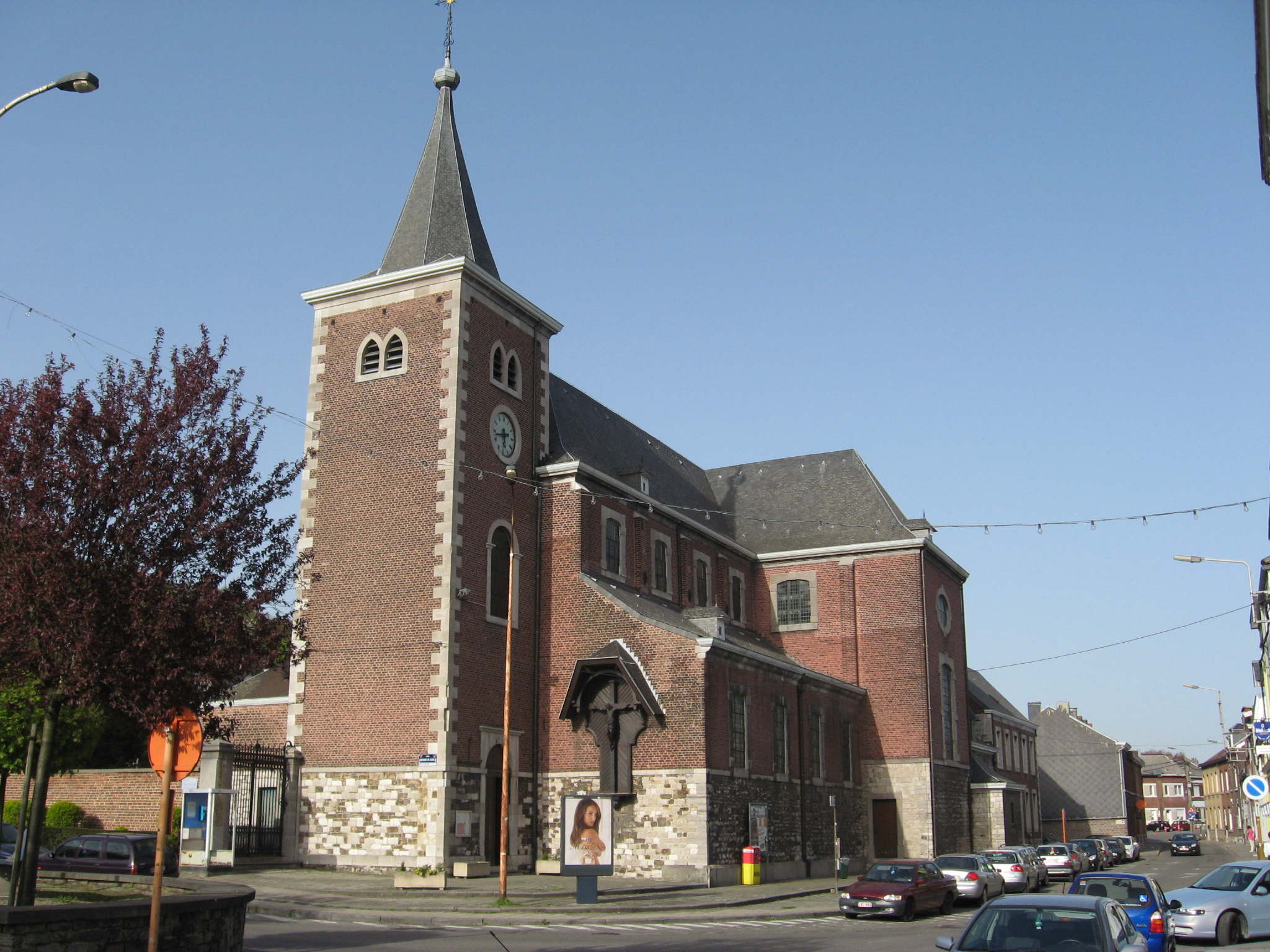
Sint-Mattheuskerk

De Sint-Mattheuskerk (Église Saint-Matthias) is een parochiekerk, gelegen aan de Rue du Village te Flémalle-Haute in de Belgische gemeente Flémalle.

## Gebouw
De kerk werd gebouwd in baksteen met hoekbanden en vensteromlijstingen van kalksteen. Het is een basilicale kruiskerk met voorgebouwde toren. Het schip werd gebouwd van 1714-1717, de toren in 1830, en in 1908 werd het transept gebouwd en het koor vernieuwd. De toren is in  plaats van een veel ouder exemplaar gekomen en is in neoclassicistische stijl met achtkante spits.

## Interieur
De kerk bezit een hoofdaltaar van 1717. Van hetzelfde jaar is het stucwerk in het schip, met bustes van Christus en Maria, en wapenschilden. De orgelkast is van 1598 en het orgel is van omstreeks 1700 en het werd door de gemeente Haut-Flémalle verworven in 1810. Vermoedelijk is het afkomstig uit de Abdij van Val-Benoît te Sclessin.
Het doopvont is van 1830, en het smeedijzeren hek van de doopkapel is waarschijnlijk uit het midden van de 18e eeuw. Van begin 18e eeuw is een grafmonument voor Halin de Libert, die de kerk veel geschonken heeft.
Op het kerkhof vindt men zerken en grafkruisen van de 16e tot en met de 18e eeuw.